# Tatiana Oustinova
Tatiana Ivanovna Oustinova (en russe : Татьяна Ивановна Устинова), née le 14 novembre 1913 à Alouchta et morte le 4 septembre 2009 à Vancouver est une géologue, exploratrice et géomorphologue soviétique. Avec le guide Anissifor Pavlovitch Kroupenine, on lui doit la découverte en 1941 de la vallée des Geysers au Kamtchatka. En 2000, elle est lauréate du prix S.P. Kracheninnikov[réf. nécessaire].

## Biographie
Tatiana Oustinova naît le 14 novembre 1913 à Alouchta, en Crimée. Entre 1933 et 1937, elle étudie la géologie à l'Université de Kharkov.
Après l'obtention de son diplôme universitaire, elle rejoint la réserve naturelle et biosphérique du Caucase, où son mari Youri Averine, ornithologue, travaille. En 1938, son mari est invité à diriger le département de biologie dans la réserve d'Ilmenski dans l'Oural. Tatiana Oustinova y trouve un poste de géologue.
En 1940, le couple part travailler dans la nouvelle réserve naturelle de Kronotsky au Kamtchatka, où chacun trouve un poste dans sa spécialité. À cette époque, il n'existe pas de cartes topographiques de cette zone très isolée. Les expéditions d'hiver ont lieu en traîneau à chiens ou à ski, celles d'été à cheval ou à pied. Le 14 avril 1941, en explorant la rivière Choumaïa, Tatiana Oustinova, accompagnée du guide Anissifor Pavlovitch Kroupenine, découvre la Vallée des geysers. Son nom lui vient de son bassin de 6 km de long contenant 90 geysers et de nombreuses sources chaudes, faisant d'elle une des régions géothermiques les plus actives au monde. Tatiana Oustinova mène plusieurs expéditions scientifiques sur la zone, explore les sources chaudes, les geysers et les volcans,. Elle est la première à gravir le sommet du volcan Gamtchien.
En 1946, en raison des problèmes de santé de sa fille aînée, sa famille quitte le Kamtchatka et passe deux ans à Moscou. En 1948, la famille s'installe à Simferopol où Tatiana Oustinova trouve avec beaucoup de difficulté du travail.
En 1955, son livre Geysers du Kamtchatka est publié avec un tirage de 20 000 exemplaires.
En 1957, son mari est invité à travailler à l'Académie des sciences de Moldavie. Tatiana Ivanovna trouve également du travail et étudie les glissements de terrain ainsi que la géomorphologie de la Moldavie,.
Tatiana Oustinova prend sa retraite en 1971, mais, après 1973, elle enseigne encore pendant 13 ans la géologie au département de construction de l'Institut polytechnique de Kichinev.
En 1979, à l'invitation de l'Institut de volcanologie, Tatiana Ivanovna retourne au Kamtchatka pour participer au tournage du documentaire "Там, где зимует весна (Là où le printemps hiberne),.

## Fin de vie
Après la mort de son mari en 1988, Tatiana Oustinova part pour le Canada afin de vivre auprès de sa fille aînée. Elle meurt à l'âge de 96 ans le 4 septembre 2009 à Vancouver. Le 5 août 2010, les cendres de la chercheuse sont enterrées sur le versant de la vallée de la rivière Geïssernaïa surplombant les geysers. Sa pierre tombale est faite de fragments de lave gelée du volcan Kikhpinytch.

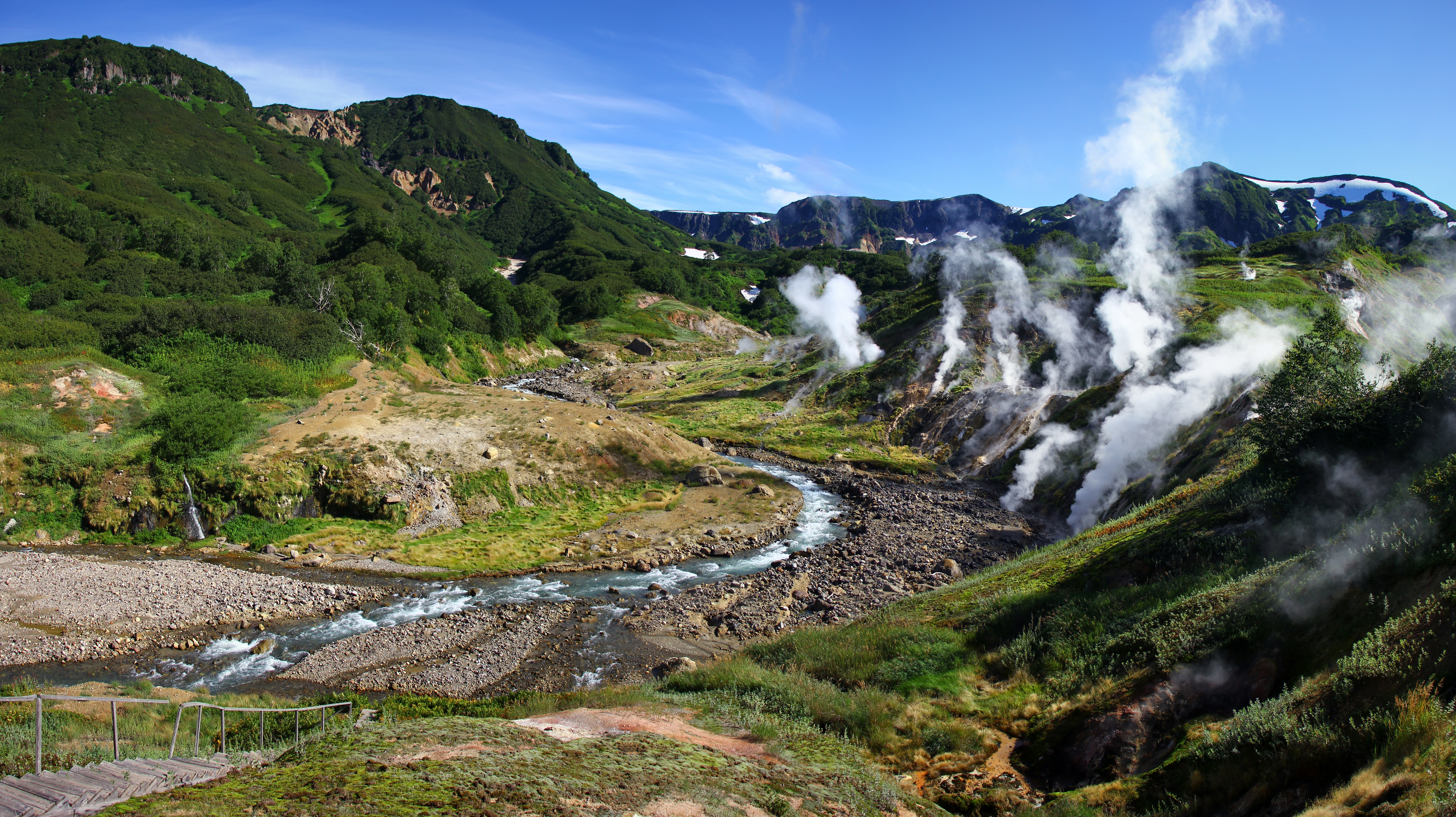
La vallée des geysers.

## Vie privée
Tatiana Oustinova est mariée avec l'ornithologue Youri Viktorovitch Averine. Le couple a deux enfants.
Elle est la belle-mère du compositeur Nikolaï Korndorf.

## Hommages et récompenses
En 2000, elle est lauréate du prix S.P. Kracheninnikov[réf. nécessaire].
Un col porte son nom entre les volcans Dzenzour et Joupanovski,.

## Publications
- (ru) Tatyana Ustinova, Kamčatskie gejzery [« Geysers du Kamtchatka »], Geografgiz, 1955, 119 p.
- (ru) S.S. Orlov, Tatyana Ustinova, Opolzni Moldavii, Rogozin, I. S., 1969, 155 p.